# Grafologia
La grafologia és l'estudi de l'escriptura com a reveladora de la personalitat, activitat, intel·ligència i temperament humà. A partir de diferents tècniques, la grafologia analitza aspectes diversos de l'escriptura en tant que producte de l'activitat cerebral. Aquests aspectes poden ser: la mida de la lletra, la inclinació, la força del traç, la forma general de l'escriptura, etc.
A França té una llarga tradició, però també són destacables les contribucions des d'Alemanya i Itàlia.
La grafologia és una pseudociència que pretén revelar la personalitat; no s'ha de confondre amb la perícia cal·ligràfica que s'aplica per determinar la validesa de l'autoria de determinats documents.

## Etimologia
La paraula "grafologia" deriva del grec γραφή ( grapho- ; 'escriptura'), i λόγος( logos ; "teoria"). Nom desenvolupat pel grafòleg Jean Hyppolite Michon.

## Història
Jean-Charles Gille-Maisani va afirmar en 1991 que l'Examen d'enginys per a les ciències de Juan Huarte de Sant Joan de 1575 va ser el primer llibre sobre anàlisi de l'escriptura a mà.
El Trattato come da una lettera missiva si conoscano la natura e qualità dello scrittore de Camillo Baldi de 1622 es considera el primer llibre grafològic.
Al voltant de 1830, Jean-Hippolyte Michon es va interessar per l'anàlisi de l'escriptura. Va publicar els seus descobriments poc després de fundar Société Graphologique en 1871.
La utilització de la grafologia avui dia, segons un estudi de 2004 realitzat a Espanya de l'Institut de Ciències del Grafisme, es dona principalment en els gabinets de recursos humans, on segons aquest estudi, un 90 % d'aquests gabinets (a Espanya), analitzen l'escriptura dels entrevistats, sent major el grau d'utilització de la grafologia com més alt és la responsabilitat del lloc de treball.
La grafologia ha estat controvertida durant més d'un segle. Encara que els partidaris assenyalen l'evidència anecdòtica dels testimoniatges positius com una raó per a usar-ho per a l'avaluació de la personalitat, els estudis empírics no aconsegueixen mostrar que tingui la validesa que afirmen els seus proponents.
Els orígens d'aquesta pseudociència es situen sobre l'edat mitjana, tot i això, la intenció de trobar una correlació entre l'escriptura i l'escriptor daten de dates molt més antigues.

## Criticisme
Tot i que la grafologia va tenir un cert suport de la comunitat científica abans de mitjans del segle xx, els estudis més recents rebutgen l'ús de la grafologia com una eina per esbrinar la personalitat i per a la selecció de personal i actualment es considera una pseudociència.
La grafologia no es pot falsar i es basa massa en el pensament al·legòric. Li manca estandardització, ja que cada expert té el seu propi sistema que li permet arribar a resultats totalment diferents dels altres, amb la qual cosa mai es podrà arribar a un coneixement objectiu i universal. L'escriptura té un fort component educacional: hi ha escoles que ensenyen a escriure usant un tipus de lletra particular sense que això impliqui una uniformització de la personalitat dels alumnes, i a part la lletra depèn molt de la pràctica regular (per això els mestres tenen un tipus de lletra, les persones poc alfabetitzades una altra, l'usuari d'ordinadors que gairebé mai escriu a mà una altra, etc).

## Ús per part dels empresaris
Tot i que la grafologia va tenir cert suport a la comunitat científica abans de mitjan segle xx, les investigacions més recents rebutgen la validesa de la grafologia com a eina per avaluar la personalitat i el rendiment laboral.  Avui es considera una pseudociència. S'han realitzat molts estudis per avaluar la seva eficàcia per predir la personalitat i el rendiment laboral. Els estudis recents que van provar la validesa de l'ús de l'escriptura a mà per predir els trets de personalitat i el rendiment laboral han estat constantment negatius.
Les mesures del rendiment laboral sembla que no estan relacionades amb les mètriques d'escriptura dels grafòlegs. Els grafòlegs professionals que utilitzaven l'anàlisi de l'escriptura a mà eren tan ineficaços com els profans a l'hora de predir el rendiment en un estudi de 1989. Una àmplia pantalla bibliogràfica de King i Koehler va confirmar que desenes d'estudis que mostren els aspectes geomètrics de la grafologia (inclinació, pendent, etc.) són essencialment inútils com a predictors del rendiment laboral.
Rowan Bayne, un psicòleg britànic que ha escrit diversos estudis sobre grafologia, va resumir la seva visió de l'atractiu de la grafologia: "És molt seductor perquè, a un nivell molt gros, algú que és net i ben educat tendeix a tenir una escriptura ordenada". Afegint que la pràctica és "inútil... absolutament desesperada". La British Psychological Society classifica la grafologia al costat de l'astrologia, donant-los a tots dos "validesa zero".
La grafologia també va ser descartada com una pseudociència per l'escèptic James Randi el 1991.
En el seu episodi de podcast Skeptoid del 21 de maig de 2013 titulat "All About Graphology", l'autor científic escèptic Brian Dunning informa: 

## Vocabulari
Cada sistema d’anàlisi de l’escriptura té el seu propi vocabulari. Encara que dos o més sistemes poden compartir les mateixes paraules, els seus significats poden variar. El significat tècnic d’una paraula usada per un analista d’escriptura no sempre coincideix amb el seu significat comú. Per exemple, el terme “ressentiment”, que en l’ús quotidià es refereix a una molèstia, en grafoanàlisi indica una por a la imposició.

## Aplicacions

### Gènere i escriptura
Una revisió de la literatura actual del 1991 va concloure que els enquestats podien predir el gènere de l'escriptura a mà entre el 57% i el 78% del temps. Tanmateix, la majoria d’aquestes mostres, així com els estudis posteriors, es basen en mides de mostra petites i recollides de manera no aleatòria. En una enquesta molt més gran i recent, amb més de 3.000 participants, només es va trobar una precisió de classificació del 54%. Atès que una discriminació estadística per sota de 0,7 es considera generalment inacceptable, indica que la majoria dels resultats són força inexactes i que la variació en els resultats observats és probablement deguda a la tècnica de mostreig i al biaix.
El motiu d'aquest biaix pot variar; les hipòtesis són que la biologia contribueix a causa de les diferències mitjanes en la motricitat fina entre homes i dones, i que les diferències sorgeixen de la cultura i el biaix de gènere.

### Anàlisi psicològica
La grafologia ha estat utilitzada clínicament per assessors i psicoterapeutes. Quan s'utilitza, generalment es fa utilitzar juntament amb altres eines d'avaluació projectiva de la personalitat, i no de manera aïllada. Sovint s'utilitza en psicoteràpia individual, assessorament matrimonial o assessorament vocacional.

### Diagnòstic mèdic
La grafologia mèdica és probablement la branca més controvertida de l'anàlisi de l'escriptura. En sentit estricte, aquesta investigació no és una grafologia tal com es descriu al llarg d'aquest article, sinó un examen dels factors relacionats amb el control motor. S'han realitzat estudis d'investigació en els quals es té en compte un examen detallat dels factors d'escriptura, especialment el temps, la fluïdesa i la consistència de la mida, la forma, la velocitat i la pressió en el procés d'avaluació dels pacients i la seva resposta als agents terapèutics farmacològics. L'estudi d'aquests fenòmens és un subproducte dels investigadors que investiguen els processos de control motor i la interacció dels sistemes nerviós, anatòmic i biomecànic del cos.
El Codi de Pràctica Ètica de Vanguard, entre d'altres, prohibeix el diagnòstic mèdic a aquells que no tenen llicència per fer diagnòstic a l'estat en què exerceixen.

### Grafoteràpia
La grafoterapia és la pseudociència de canviar l'escriptura d'una persona amb l'objectiu de canviar les característiques de la seva personalitat, o "anàlisi de l'escriptura a la inversa". Es va originar a França durant la dècada de 1930, i es va estendre als Estats Units a finals de la dècada de 1950. La pretesa teràpia consisteix en una sèrie d'exercicis similars als que s'imparteixen en els cursos bàsics de cal·ligrafia, de vegades conjuntament amb música o autoconversació positiva.
<nowiki>